# 비욘세
비욘세 지젤 놀스카터(영어: Beyoncé Giselle Knowles-Carter, 1981년 9월 4일 ~ )는 미국의 가수, 프로듀서, 배우, 작곡가, 패션 디자이너이다. 텍사스주 휴스턴에서 태어나 예술 초등학교에 입학해 다양한 공연을 하고 대회에 나가면서 가수의 꿈을 키워나갔다. 비욘세는 1990년대 인기를 끌었던 알앤비 걸 그룹 데스티니스 차일드의 리드 싱어로 데뷔했고, 이 그룹은 5,000만 장의 판매고를 올리며 미국에서 음반을 가장 많이 판 걸 그룹으로 남았다. 그룹 활동을 쉬는 동안 2003년 솔로 데뷔 앨범 Dangerously in Love를 발매했고, 세계적인 솔로 음악가로 거듭나게 된다. 이 음반은 세계적으로 1,100만 장의 판매량과 "Crazy in Love", "Baby Boy"와 같은 빌보드 핫 100 1위 싱글, 그래미 상 다섯 부문에서 수상을 했다.
2005년에는 데스티니스 차일드 해체와 함께 2006년 두 번째 정규 앨범 B'Day를 발매했다. 싱글 "Deja Vu", "Ring the Alarm", "Irreplaceable"은 빌보드 핫 100 10위권에 진입했으며, 그래미상을 수상했다. 같은 해 《드림걸즈》의 주연으로 출연해 골든 글로브상에서 2부문 수상을 하면서 영화배우로서도 성공을 했다. 연기 경력은 《핑크 팬더》(2006), 《캐딜락 레코드》(2008), 《옵세스》(2009)까지 계속된다. 2008년에는 제이Z와의 결혼과 함께 자신의 또 다른 자아 사샤 피어스를 내세운 세 번째 정규 앨범 I Am... Sasha Fierce를 발매했다. 2010년 제52회 그래미상에서 "Single Ladies (Put a Ring on It)"로의 올해의 노래를 포함한 6관왕에 오르며 최다 수상 여자 가수 기록을 갈아치웠다. 2011년에는 1970년대 펑크, 1980년대 팝, 1990년대 소울을 다룬 네 번째 정규 앨범 4를 발매했다. 2013년에는 다섯 번째 정규 앨범 Beyoncé를 발매, 빌보드 200 1위에 오르며 여자 음악가로는 최초로 데뷔 음반부터 다섯 번째까지 모두 1위로 데뷔하는 기록을 세웠다.
비욘세는 스스로를 "현대판 여성주의자"라고 말하며, 노래는 주로 사랑, 관계, 일부일처제뿐만 아니라 여성의 성생활과 권한에 대해 다룬다. 무대에서 가창력과 함께 역동적이고 큰 안무 공연은 평론가들로부터 현대 대중음악계에서 최고의 가수로 평가되고 있다. 16년 음악 경력 동안 17번의 그래미상을 수상과 함께 데스티니스 차일드 시절 6,000만 장을 포함해 세계적으로 1억 1,800만 장의 음반 판매량을 올리고 있어 가장 많은 음반을 판 음악가 중 한 명이다. 미국 음반 산업 협회(RIAA)는 비욘세를 2000년대 탑 인증 아티스트로 선정했다. 2009년 《빌보드》는 여자 가수로는 처음으로 2000년대 톱 라디오 송 아티스트로 선정했고, 전체년도에서는 4위에 선정되었다. 비욘세는 2013년 《타임》의 세계에서 가장 영향력 있는 인물 100인 목록에 포함되었고 이어 2014년에는 세계에서 가장 영향력 있는 인물 1위로 선정되었다.

## 생애

### 1981–1996: 젊은 시절
비욘세는 아버지인 메튜 놀스(Mathew Knowles)와 어머니 티나 놀스(Tina Knowles) 사이에서 태어났는데, 아버지는 음반 기획자 겸 매니저였고 어머니는 헤어 패션 디자이너였다. 아버지는 아프리카계 미국인이며, 어머니는 프랑스와 아프리카계 미국인, 인디언의 피가 섞인 혼혈인이다. 비욘세는 어머니로부터 처녀였을 적 이름인 놀스를 세례 받았다. 여동생 솔란지 놀스는 가수 겸 배우 일을 하고 있다.
비욘세는 어렸을 적부터 음악에 대한 관심을 가졌고, 학년이 더 높아질수록 비욘세는 가수와 퍼포머가 되겠다고 결심했다. 일곱 살 때, 언론으로부터 주목을 받기 시작했었고 《휴스턴크로니클》의 local performing arts award The Sammy 후보로 오르기도 했었다. 1990년 가을 텍사스주 휴스턴에 위치한 음악 마그넷 스쿨인 파커 초등학교를 다녔다. 이 학교는 예술 초등학교였는데, 비욘세도 이곳에서 발레, 재즈, 댄스 등을 배웠다. 이 학교 합창단에 들어가 무대에 서기도 했다. 비슷한 시기 음악 콘테스트에서 존 레논의 "Imagine"을 불러 우승했다. 이후 같은 지역에 있는 공연시각예술 고등학교(Kinder High School for the Performing and Visual Arts)에 입학하였으나, 나중에 휴스턴 외곽 지역인 아일리프에 있는 아일리프 엘식 고등학교로 전학 갔다. 또한 비욘세는 세인트 존의 연합 감리 교회에서 성가대 공연 중 솔로 공연을 펼치기도 했었다. 이후 이 성가대를 2년 동안 다녔다.
8살이 되는 해에 비욘세는 여성 그룹(데스티니 차일드)을 같이할 라타비아 로버슨을 만나게 된다. 이들은 또한 비욘세의 친구인 켈리 로우렌드와도 만나게 되고, 켈리는 랩과 안무를 맡게 된다. 본래의 그룹명은 '걸스 타임'이었고, 모두 6명인 그룹이었다. 이들을 서포트해주기 위해 웨스트 코스트 프로듀서인 에머 프레거는 휴스턴으로 왔다. 프레거는 이후 걸스 타임과 함께 노스 캘리포니아에 위치한 플랜트 레코딩 스튜디오로 떠났고 캘리포니아에 도착해 작업을 시작했다. 프레거는 걸스 타임을 데뷔시키기 위해 TV 프로그램 《스타 서치》에 출연시키도록 한다. 하지만, 경쟁 도중 탈락하게 되고 그 이유는 춤이나 노래 부분에서 모두 어색했기 때문이라고 하였고 비욘세도 스스로 인정했었다. 비욘세는 이 일로 인해 좌절도 겪었지만, 팝 스타 브리트니 스피어스와 저스틴 팀버레이크도 같은 경험을 겪었다고 들어 이후 자신감을 회복했다. 비욘세의 아버지인 메튜 놀스는 1995년 그룹을 관리하기 시작한다(이전에는 의료 기기 관련 사업을 했다). 메튜는 그룹을 더욱 성장시키기 위해서 "부트 캠프"를 만들기도 했다. 로우랜드가 들어온 지 얼마 안 된 상황에서 1993년 합류한 레토야 레켓 그리고 원래 멤버들까지 메튜는 멤버로 결정했다. 메튜의 끊임없는 서포트 아래, 이러한 노력이 결국 빛을 발해 일렉트라 레코드와 정식계약을 했다. 이후 그룹은 첫 앨범 녹음을 위해 애틀랜타로 옮겨갔다. 이후 멤버들은 각자 집으로 떠났다. 하지만, 1996년 다시 만나게 되었고 같은 시기에 컬럼비아 레코드와 레이블 계약을 체결하였다.

### 1997–01: 데스티니 차일드 시절

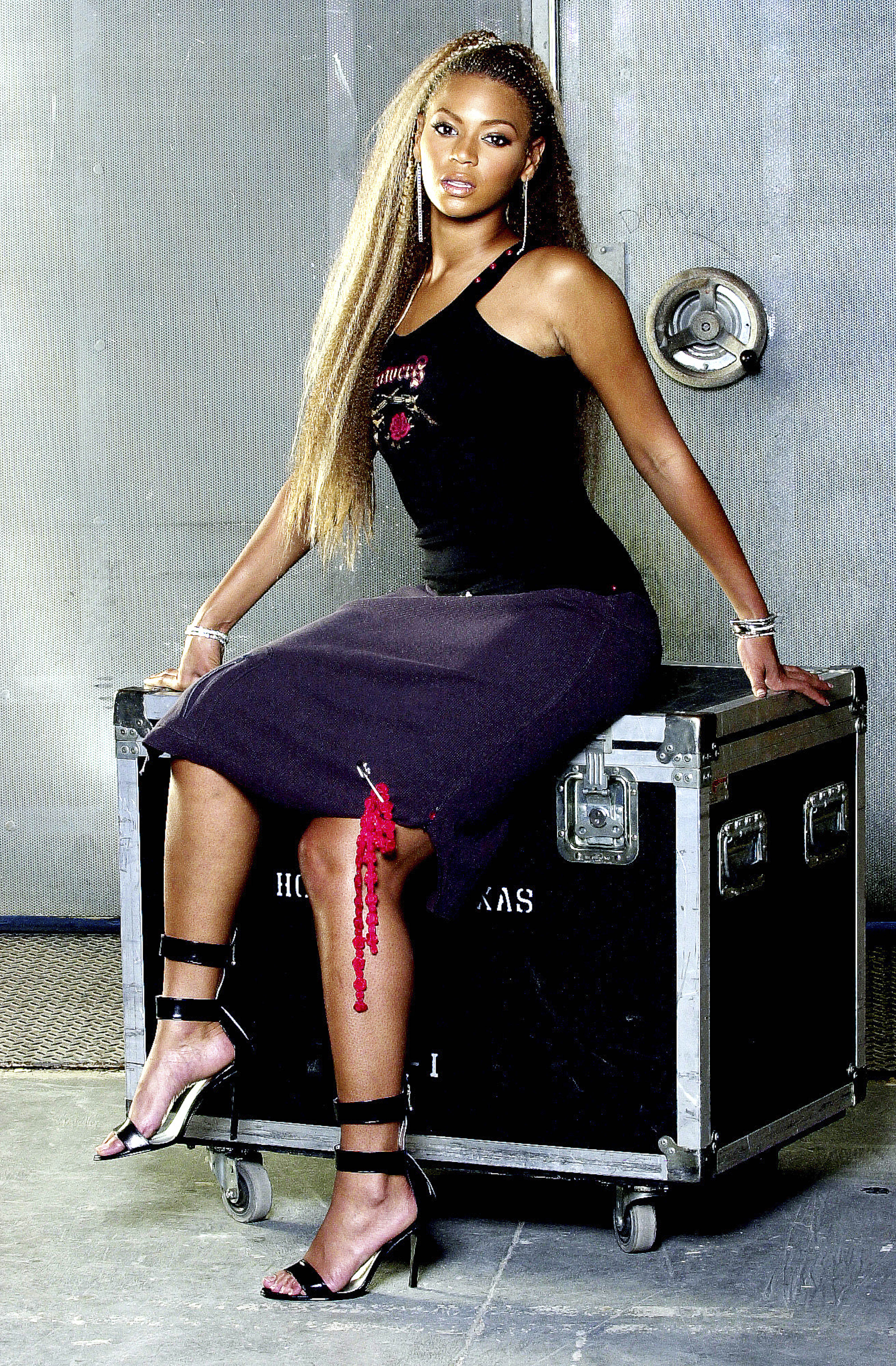
2001년 데스티니 차일드 시절의 비욘세.

1996년 걸스 타임은 이사야서에서 영감을 받아 그룹 이름을 데스티니 차일드로 바꾼다. 같은 해 매튜 놀스가 컬럼비아 레코드와 레이블 계약을 체결할 수 있도록 도와주며 계약에 성공했다. 1997년 영화 《맨 인 블랙》 사운드트랙에 삽입될 곡 "Killing Time"을 부르면서 메이저 시장에 데뷔했다. 다음 해 셀프 타이틀 데뷔 음반 Destiny's Child를 발매했고, 첫 주요 히트곡 "No.No.No"를 만들어낸다. 이 음반은 중박 정도의 상업적 성과와 소울 트레인 레이디 오브 소울 어워드에서 올해의 최우수 알앤비/소울 앨범, 최우수 알앤비/소울 또는 랩 신인상, 최우수 알앤비/소울 싱글과 같은 3관왕을 하면서 음악계에서 성공할 수 있는 가능성을 보였다. 1999년 발매된 데스티니 차일드의 두 번째 앨범 The Writing's on the Wall은 미국에서 멀티 플래티넘 인증을 받는다. 이 음반에서 "Bills, Bills, Bills", 그룹의 첫 1위 싱글 "Jumpin' Jumpin'", 가장 성공을 거둔 "Say My Name"과 같은 가장 널리 알려진 노래들을 만들어냈다. 특히 "Say My Name"으로 2001 그래미상에서 최우수 보컬 알앤비 그룹/듀엣과 최우수 알앤비 노래상을 받았다. The Writing's on the Wall은 세계적으로 800만 장의 판매량을 기록했다. 이처럼 성공을 거두면서 각종 언론에서는 데스티니 차일드에게 TLC를 잇는 최고의 여성 알앤비 그룹이라고 말했다. 또한 이 당시 비욘세는 보이즈 투 맨의 멤버 마크 넬슨과 함께 듀엣으로 1999년 영화 《더 베스트 맨》 사운드트랙 수록곡 "After All Is Said and Done"을 불렀다.
이후 데스티니 차일드 멤버 레토야와 로버슨은 매튜의 관리에 불만을 가졌고, 결국 파라 프랭클린과 미셸 윌리엄스가 새 멤버로 합류했다. 레토야와 로버슨의 탈퇴 원인으로 각종 언론, 평론가, 블로그에서는 비욘세를 지목해 비난했는데, 이 때문에 우울증을 겪었다. 비슷한 시기 오랫동안 사귀어왔던 남자친구와 헤어졌다. 이후 우울증이 너무 심각해지면서 며칠간을 방에서 지내고 먹는 것을 거부하는 등의 증세가 몇 년 동안 계속되었다. 데스티니 차일드가 첫 번째 그래미상을 수상하고 나서 비욘세는 심각성을 깨닫고 우울증을 밝히고 극복하기 위해 노력했다. 나중에 우울증과의 싸움에서 엄마가 도와줬다고 말했다. 새로 합류한 프랭클린은 그룹의 콘서트와 공적인 자리에 모습을 자주 보이지 않았는데, 다섯 달 후 그룹의 탈퇴를 선언했다. 프랭클린은 그룹의 큰 다툼으로 인하여 부정적인 느낌 때문에 탈퇴했다고 한다.
나머지 멤버들은 2000년 영화 《미녀 삼총사》의 사운드트랙 "Independent Women Part I"을 발표했다. 이 노래는 빌보드 핫 100에서 11주 연속 1위를 차지하면서 최고의 차트 기록을 남겼다. 2001년 초 데스티니 차일드의 세 번째 앨범 작업을 하던 중 비욘세는 MTV의 텔레비전 영화 《카르멘:힙 호페라》에서 배우 메키 파이퍼와 함께 주연으로 출연했다. 필라델피아를 무대로 한 이 영화는 프랑스 작곡가 조르주 비제의 19세기 오페라 카르멘을 현대적으로 재해석한 것이다. 2001년 5월 데스티니 차일드의 세 번째 앨범 Survivor가 발매되었을 때 럭켓과 로버슨은 노래가 자신들을 겨냥했다며 소송을 제기했다. Survivor는 첫 주 663,000장이 팔리며 빌보드 200 1위로 데뷔했다. 음반의 노래 "Bootylicious"는 빌보드 핫 100 1위에 올랐고, 타이틀 트랙 "Survivor"는 그래미상에서 최우수 알앤비 그룹/듀오상을 또다시 수상하게 해준다. 이후 2001년 10월 그룹은 캐롤 앨범 8 Days of Christmas를 발매했고, 멤버들은 솔로 활동을 위해 그룹 활동을 중단한다고 발표했다.

### 2002–04: 솔로 활동의 시작Dangerously in Love
비욘세는 배우 활동을 계속했는데, 2002년 7월 코미디 영화 《오스틴 파워 3: 골드멤버》에 마이크 마이어스와 함께 주연 폭시 클레오파트라 역으로 출연했다. 이 영화는 미국에서 개봉 첫 주 7,300만 달러를 벌어들이며 박스오피스 1위로 데뷔하는 등 흥행에 성공했다. 또한 영화 사운드트랙의 리드 싱글 "Work It Out"을 발매했고, 영국, 노르웨이, 벨기에에서 10위권에 진입했다. 2003년에는 뮤지컬 코미디 영화 《파이팅 템테이션스》에서 싱글맘으로 구딩과 사랑에 빠지는 쿠바 구딩 주니어의 상대 역 릴리로 출연했다. 영화는 평론가들로부터 호불호가 갈리는 평을 받았지만, 미국에서 3,000만 달러를 벌어들였다. 비욘세는 미시 엘리엇, 엠씨라이트, 프리와 함께 영화를 홍보하기 위한 사운드트랙의 리드 싱글 "Fighting Temptation"을 불렀다. 또 다른 사운드트랙 수록곡 "Summertime"은 미국 차트에서 비교적 좋은 성과를 거뒀다.
2002년 10월 비욘세는 제이Z의 노래 "'03 Bonnie & Clyde"에 피처링으로 참여하면서 처음으로 솔로로서의 녹음을 했다. 이 노래는 빌보드 핫 100 최고 4위까지 올랐다. 2003년 3월에는 50 센트의 싱글 "In Da Club"에 피처링으로 참여했다. 같은 그룹 멤버 로우랜드와 윌리엄스의 솔로 앨범 발매 이후 2003년 6월 24일 비욘세의 첫 솔로 앨범 Dangerously in Love가 발매되었다. 발매 첫 주 317,000만 장을 팔아 빌보드 200 1위로 데뷔했다. 이 외에 7개 국가에서 1위, 오스트레일리아에서 2위에 올랐다. 이 음반은 2012년까지 세계적으로 1,100만 장의 판매량을 기록하고 있는데, 비욘세 음반 중 가장 많이 팔린 것이다. 비욘세는 미국과 영국 양국 앨범, 싱글 차트에서 같은 시기 모두 1위를 차지한 첫 여성 음악가이자 20년 만의 음악가라는 기록을 세웠다.
제이Z가 피처링으로 참여한 리드 싱글 "Crazy in Love"는 빌보드 핫 100 8주 연속 1위에 오르면서 비욘세의 첫 솔로 1위 싱글이 되었다. 이 노래로 MTV 비디오 뮤직 어워드에서 최우수 여자 비디오, 최우수 알앤비 비디오 그리고 최우수 안무 총 3개의 수상을 했다. 두 번째 싱글 "Baby Boy"는 가수 숀 폴이 피처링으로 참여했고, 9주 동안 1위를 차지하며 첫 싱글보다도 일주일 길게 있었다. 이후 "Me, Myself and I"와 "Naughty Girl"이 각각 세 번째와 네 번째 싱글로 발매되어 빌보드 핫 100 10위권에 진입했다. 비욘세는 제46회 그래미상에서 최우수 컨템포러리 알앤비 앨범, 최우수 여자 알앤비 보컬 퍼포먼스, 최우수 랩/성 콜라보레이션, 최우수 알앤비 듀오/그룹 퍼포먼스 보컬과 같은 5관왕에 오르면서 타이기록을 세웠다. 2003년 11월 유럽 지역부터 Dangerously in Love Tour를 시작했고, 이후 앨리샤 키스, 미시 앨리엇, 타미아와 함께 북미 지역에서 Verizon Ladies First Tour를 진행했다. 2004년 2월 1일에는 텍사스주 휴스턴 릴라이언트 스타디움에서 열린 슈퍼볼 XXXVIII에서 미국 국가를 제창했다.

### 2004–07: 데스티니 차일드의 해체와B'Day
Dangerously in Love 발매 이후 비욘세는 수록하지 못한 노래들을 활용해 다음 앨범을 제작하기로 했다. 그러나 데스티니 차일드의 마지막 앨범 Destiny Fulfilled 녹음을 위해 보류로 결정되었다. 그리고 2004년 11월 3년 동안의 솔로 활동들을 마치고 롤랜드와 윌리엄스와 함께 네 번째이자 마지막 정규 음반을 발매했다. 이 앨범은 빌보드 200 2위까지 올라갔었고, 세계 8개 국가에서 10위권 진입을 했다. 앨범에서 "Lose My Breath", "Soldier", "Cater 2 U"와 같은 히트 싱글을 만들어냈다. 이후 앨범을 홍보하는 Destiny Fulfilled ... And Lovin' It를 2005년 4월부터 시작했고, 롤래드는 스페인 공연 중 "이번이 유럽에서의 마지막 투어"라며 2009년 9월 북미를 끝으로 해체를 한다고 밝혔다. 2005년 10월, 데스티니 차일드의 성공한 대부분의 노래가 담긴 컴필레이션 음반 #1을 발매한다. 이 음반에는 "Stand Up for Love"를 비롯한 세 개의 새로운 노래를 수록했다. #1's는 빌보드 200 1위 데뷔와 RIAA에서 플래티넘 인증을 했고, 일본에서는 60만 장을 팔아치워 오리콘 음반 차트 1위와 더블 플래티넘 인증을 받는다. 2006년 3월에는 데스티니 차일드가 할리우드 명예의 거리에 올라 멤버들이 다시 모이는 모습도 보여줬다.

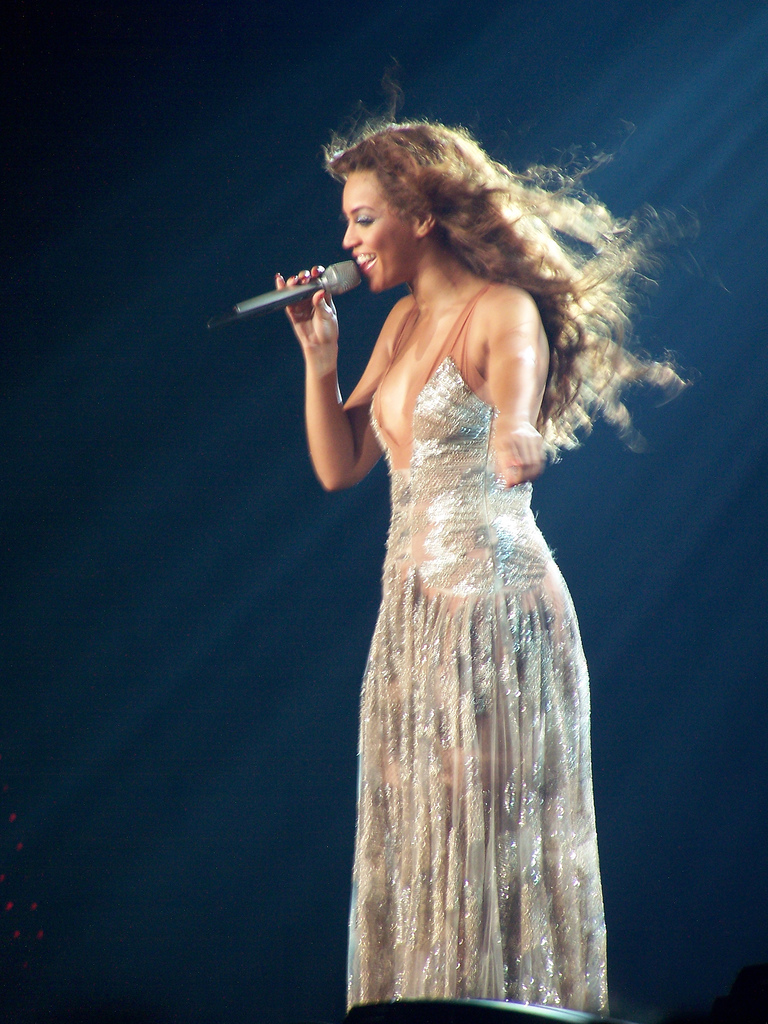
2007년 5월 The Beyoncé Experience 중의 비욘세.

비욘세는 1981년 뮤지컬 히트 작인 《드림걸즈》를 리메이크한 영화 《드림걸즈》를 위해 두 번째 음반 작업을 잠시 중단했고, 영화에서 1960년대 최고의 모타운 여성 트리오 수프림스를 재현한다. 영화는 2006년 12월 개봉했고, 제이미 폭스와 에디 머피, 제니퍼 허드슨과 공동 주연을 맡았다. 비욘세는 "Listen"을 비롯하여 몇 가지의 《드림걸즈》 사운드트랙도 녹음했다. 극 중 비욘세는 다이애나 로스에서 따온 이름 디나 존스 역을 맡았다. 2007년 열린 골든 글로브상에서 비욘세는 코미디 뮤지컬 영화부문 여우주연상과 "Listen"으로 최우수 오리지널 노래 후보로 오르기도 했다. 같은 해 《핑크 팬더》에 비욘세는 세계적인 팝 스타 자냐 역을 맡아 형사 클루조를 맡은 스티브 마틴과 함께 주연을 맡았다. 2006년 2월 10일, 개봉 첫 주 2천만 달러를 벌어들여 박스오피스 1위로 데뷔해 대박을 냈다. 비욘세는 사운드트랙 "Check on It"을 녹음했고 빌보드 핫 100에서 1위를 차지하며 세 번째 솔로 1위곡이 된다.
영화 《드림걸즈》 활동이 끝난 뒤, 비욘세는 영화에서 많은 영감과 컨셉 아이디어를 얻었다. 이후 앨범 작업을 위해 뉴욕에 위치한 소니 뮤직 스튜디오에서 션 가렛, 리차드 헤리슨, 로드니 저킨스 등의 쟁쟁한 프로듀서들과 작업했다. 비욘세는 공동 작업을 통해 3주 만에 새 신보를 완성시켰다. 두 번째 앨범은 비욘세의 25번째 생일에 맞춰 2006년 9월 4일, B'Day라는 제목으로 발매되었다. 이 음반은 빌보드 200 1위로 데뷔하며 두 번 연속 1위 데뷔를 하게 된다. 또한 18개의 나라에서 10위권 진입을 했다. 앨범은 세계적으로 600만 장 이상이 팔렸다. 또한 제49회 그래미 상에서 최우수 컨템포러리 알앤비 음반상을 수상한다.
앨범의 리드 싱글 "Déjà Vu"는 제이Z가 피처링으로 참여했으며, 빌보드 핫 알앤비/힙합 송 차트와 핫 댄스 클럽 송 차트에서 1위에 올랐다. 그리고 영국에서 정상을 차지해 두 번째 솔로 1위 곡이 된다. 앨범의 인터내셔널 두 번째 싱글 "Irreplaceable"은 다섯 개 국가에서 1위를 했고, 영국과 캐나다, 뉴질랜드에서는 5위권에 올랐다. 이 노래는 제50회 그래미 상 올해의 레코드 부문 후보로 오르기도 했다. 2007년 4월 3일에는 "Irreplaceable" 스페인어 버전과 "Listen"을 비롯한 다섯 개의 새로운 노래를 담아 B'Day 디럭스 에디션으로 재발매했다. 가수 샤키라와 함께한 곡 "Beautiful Liar"는 디럭스 에디션에서 첫 싱글 컷이 돼 네 번째 싱글로 발매한다. 이 곡은 세계 11개 국가에서 1위를 차지해 비욘세의 히트 싱글로 되었다. 또한 이곡으로 2007년 열린 MTV 비디오 뮤직 어워드에서 Most Earthshattering 콜라보레이션상을 수상 받는다. 이후 앨범의 프로모션을 위해 The Beyoncé Experience라는 투어를 시작해 90여 개의 도시를 방문했고, 나중에는 The Beyoncé Experience Live!라는 이름으로 DVD 발매했다. 제35회 아메리칸 뮤직 어워드에서는 여성 아티스트 최초로 인터내셔널 아티스트상을 수상했다.

### 2008–10:I Am... Sasha Fierce와 결혼
2008년 4월 5일, 비욘세는 미국의 유명 랩퍼 제이Z와 함께 호화 아파트에서 30명의 하객들과 결혼을 올렸다. 이후 2008년 11월 18일 비욘세의 세 번째 정규 음반 I Am... Sasha Fierce를 발매한다. 앨범은 대부분 좋은 평가를 받았으며, 메타크리틱에 따르면 100점 만점에 평균 62점을 받았다. 앨범은 빌보드 200 1위로 데뷔해 세 번 연속 1위 데뷔를 한다. 이에 따라 2000년대 여자 가수 중 세 번 연속 1위 데뷔를 하는 세 번째 가수가 되었다. 앨범은 세계적으로 현재까지 600만 장 이상의 판매고를 올리고 있다.

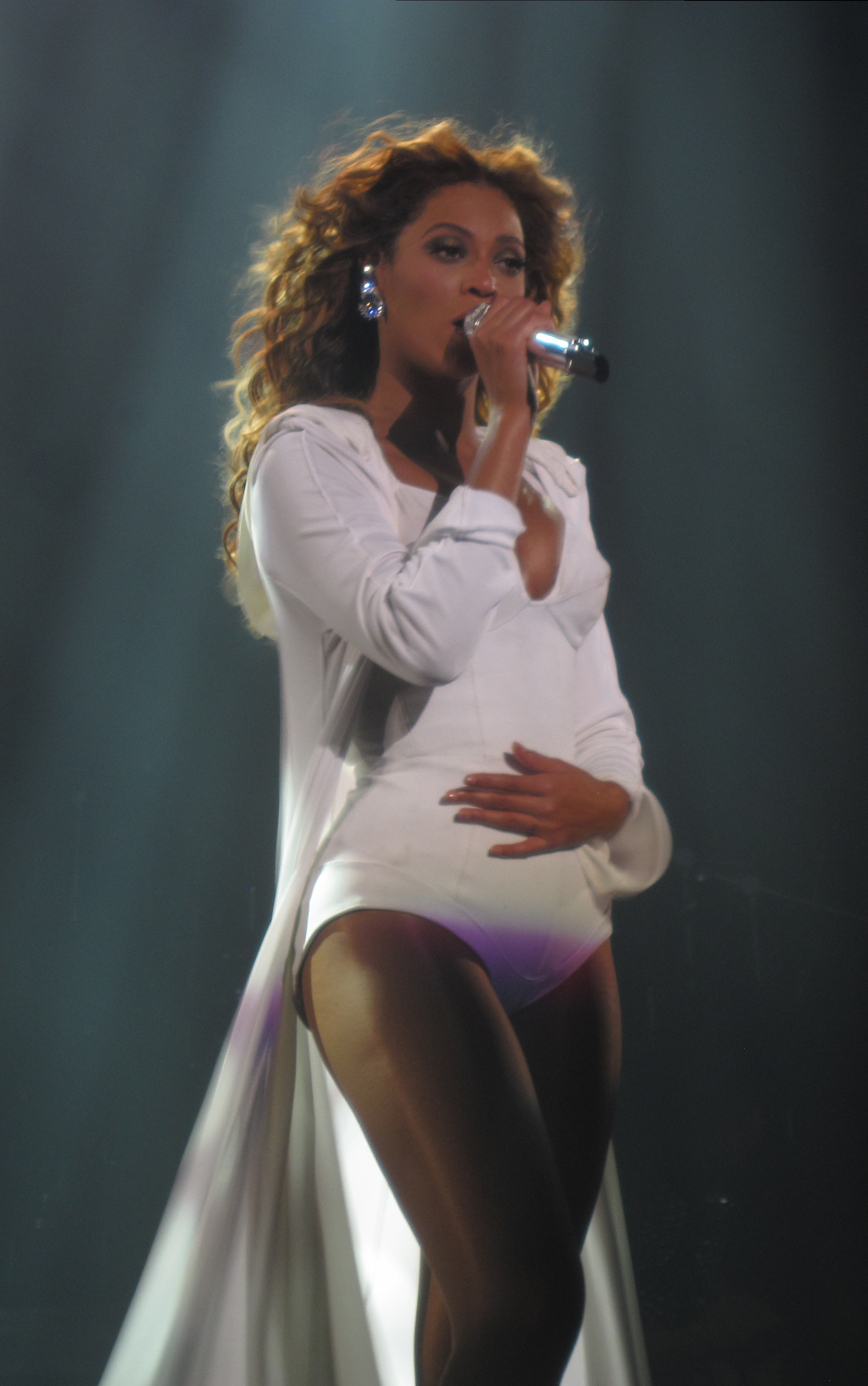
2009년 11월 런던에서 열린 I Am... Tour 중의 비욘세.

"If I Were a Boy"와 "Single Ladies (Put a Ring on It)"는 앨범의 리드 싱글로써 첫 번째와 두 번째 싱글로 발매됐다. 첫 싱글 "If I Were a Boy"는 영국을 포함한 여덟 개 나라에서 1위를 차지했고, 세계 여러 차트에서 10위권에 머물렀다. 두 번째 싱글 "Single Ladies (Put a Ring on It)"는 한국에서도 잘 알려진 곡으로 빌보드 핫 100 1위에 오르며 비욘세의 다섯 번째 1위 곡이 되었으며, 여러 차트에서 10위권에 진입해 세계적인 성공을 거두었다. 특히 "Single Ladies (Put a Ring on It)"는 독특한 안무로 뮤직비디오가 많은 사랑을 얻었고, "인터넷을 통해 유행이 퍼진 최초의 춤 열풍"이라고 말한다. 이 곡은 팝 가수를 비롯해 세계 여러 사람들, 남녀를 가리지 않고 패러디를 하였는데, 대표적으로 저스틴 팀버레이크, 조 조너스, 미국의 대통령 버락 오바마, 톰 행크스 등이 패러디를 했다. 대한민국에서도 패러디가 유행해 유이, 정준하, 구하라 같은 연예인들이 따라 하며 검색어에 오르는 등 인기를 모았다. 이 곡은 2009 MTV 비디오 뮤직 어워드에서 9부문이나 후보에 올랐으며, 올해의 비디오 상도 수상했고, 올해의 여자 비디오 부문에선 테일러 스위프트의 "You Belong with Me"과 논란이 되었지만, 수상은 스위프트가 하는 것으로 끝났다.
2009년 1월 18일, 비욘세는 미국의 제44대 대통령 버락 오바마 취임식 중 링컨 기념관에서 축하공연을 펼치기도 했다. 비슷한 시기에 네 번째 싱글로 "Halo"가 발표되었다. 노래는 빌보드 핫 100에서 5위라는 성적을 거두고 10위권에 12개의 노래가 진입하는 솔로 가수가 되었다. 이는 2000년대 솔로 여자 가수 중 최고의 기록이다. 이후 2009년 3월부터는 앨범의 프로모션을 위해 I Am... Tour를 시작했고, 총 97회의 공연을 통해 103,200,000달러의 수익을 거뒀다. 2009년 4월에는 스릴러 영화 《옵세스》에 주연으로 출연했다. 영화는 개봉 첫날에만 천만 달러 이상을 벌어들여 상업적인 성공을 확정했고, 개봉 첫 주에는 2850만 달러를 벌어들여 손익분기점을 넘기며 박스오피스 1위로 데뷔한다.
여덟 번째 싱글로는 팝 가수 레이디 가가가 피처링으로 참여한 "Video Phone"으로 결정나 2009년 11월 발매되었다. 노래의 뮤직비디오는 2010년 4월 27일 열린 2010 BET 어워즈 올해의 비디오와 최우수 콜라보레이션 두 부문에서 수상을 받았다. 또한 2010 MTV 비디오 뮤직 어워드에선 최우수 안무, 최우수 콜라보레이션, 최우수 팝 비디오, 최우수 여자 비디오 등 총 다섯 부문에 후보로 올랐지만, 수상은 못했다. 2010년 3월 열린 제52회 그래미 상 후보에 비욘세는 대표적으로 I Am... Sasha Fierce로 올해의 앨범, "Halo"로 올해의 레코드 그리고 "Single Ladies"로 올해의 노래 이외에 총 10개 부문 후보로 올랐다. 이로 인해 1999년 로린 힐이 세웠던 여자 가수 최다 후보 지명 기록을 갈아치웠다. 이 날, 비욘세는 I Am... Sasha Fierce로 최우수 컨템포러리 알앤비 앨범상을 수상했고, "Halo"로는 최우수 여자 팝 보컬 퍼포먼스상, "Single Ladies (Put a Ring on It)"로는 올해의 노래상 그리고 최우수 여자 알앤비 보컬 퍼포먼스상과 최우수 알앤비 노래상을 수상해 총 6개의 상을 받았다.
2010년 1월 비욘세는 "다른 것들에서 영감을 얻으며 살아야 한다."라는 엄마의 조언을 받아들여 당분간 음악 활동을 중단한다고 발표했다. 휴식 기간 도중 아빠와 동업자로 일하기도 했다. 이후 9달 동안 유럽 도시들, 만리장성, 이집트의 피라미드, 오스트레일리아, 잉글리쉬 뮤직 페스티벌, 여러 박물관, 발레 공연 등 여행을 다녔다.

### 2011–2015:4와Beyoncé
2009년에 프로듀서 로드니 저킨스는 자신의 트위터에 비욘세의 네 번째 정규 음반을 작업 중이라고 밝혔다. 비욘세는 이번 음반은 펠라 쿠티, 스타일리스틱스, 로린 힐, 스티비 원더, 마이클 잭슨과 같은 몇몇의 음악가들로부터 영감을 받았다. 이후 비욘세의 네 번째 정규 음반 4가 2011년 6월 24일 발매되었고, 첫 주 310,000만 장을 팔아치워 빌보드 200 1위로 데뷔했다. 이로써 네 개의 정규 음반이 모두 1위로 데뷔해 역대 여자 가수 중 두 번째며, 전체에서는 세 번째라는 기록을 세웠다. 그러나, 비욘세의 지금까지 정규 앨범 중 가장 낮은 데뷔 판매량을 기록했다. 이에 앞서 2011년 4월 21일 리드 싱글 "Run the World (Girls)"을 공개해 빌보드 핫 100 29위까지 올랐고, 이는 비욘세의 리드 싱글 중 가장 낮은 차트 순위이다. 그리고 두 번째 싱글 "Best Thing I Never Had"를 2011년 6월 1일 발매해 빌보드 핫 100 최고 16위까지 올라갔다. 2011년 10월에는 세 번째 싱글 "Countdown"을 발매했다. 같은 날, 프로모션 싱글로 "Party"를 발매했는데, 원래 버전인 안드레 3000의 피처링 버전과 달리 래퍼 제이 콜이 참여한 리믹스 버전으로 공개되었다. 그리고 "Love On Top"이 2011년 12월 네 번째 싱글로 발매되었다. 비욘세는 10월 16일, 17일, 18일, 19일 사 일간에 걸쳐 뉴욕의 Roseland Ballroom에서 4 Intimate Nights with Beyoncé라는 제목으로 콘서트를 열었는데, 날짜마다 매번 콘서트를 다르게 보여줬다. 이 콘서트는 11월 29일 미국에 Live At Roseland : Elements Of 4라는 제목으로 발매되었다. 4는 미국에서 2012년 1월까지 100만 장의 판매고를 올리고 있고, 세계적으로는 200만 장을 팔아치우고 있다.
2011년 8월 28일에는 2011 MTV 비디오 뮤직 어워드에 출연해 레드 카펫에서 첫 아이를 임신했다고 밝혔다. 임신 사실이 사실로 알려진 뒤, 비욘세 놀스는 트위터에서 초당 8,868건의 트윗이 전송되면서 기록을 세웠다. 또한 이 날 MTV 비디오 뮤직 어워드는 1240만의 시청률을 기록하며 MTV 역사상 가장 높은 시청률을 기록했고, MTV는 당일 비욘세의 "Love On Top" 공연과 임신 발표가 도움을 줬다고 밝혔다. 이후 2012년 1월 7일, 뉴욕의 레녹스 힐 병원에서 첫 딸 블루 아이비 카터를 출산해 엄마가 되었다. 제이Z는 이를 기념하기 위해 1월 9일 자신의 소셜 웹사이트 LifeandTimes.com를 통해 노래 "Glory"를 발표했다. 이 노래에는 과거 비욘세가 유산을 해 임신을 하기 전까지의 고통과 딸의 애정 등을 상세히 전했다. "Glory"에는 분만실에서 녹음한 아이의 울음소리를 끝부분에 삽입했고, BIC는 빌보드 알앤비/힙합 차트 74위에 올라 최연소로 빌보드 차트에 이름을 올렸다.

## 음악가적 기교

### 음악과 음색
비욘세의 일반적인 장르는 컨템포러리 알앤비지만, 노래에 따라서 팝, 펑크, 힙합, 소울과 같은 장르도 포함한다. 비욘세는 거의 모든 노래를 영어로 부르지만, B'Day의 디럭스 에디션에서는 스페인어로 부른 노래도 수록돼있다. 비욘세는 어렸을 적 학교에서 스페인어를 배웠다고 하지만, 녹음에 앞서 미국의 음반 프로듀서 루디 페레즈에게 스페인 발음을 배웠다. 비욘세는 데스티니 차일드 시절 이후, 예술적인 아티스트적 경력을 추구해오고 있다. 비욘세는 데스티니 차일드 시절부터 솔로 활동 때까지 공동 작곡으로 노래에 참여하고 있는데, 솔로 활동부터는 많은 작품에 프로듀서로써 공동 작업을 해왔다. 비욘세는 직접적으로 곡을 만들지는 않지만, 프로듀서들과 함께 아이디어와 멜로디, 작사 등을 제공하고 만든다고 말했다. 비욘세는 1990년대와 2000년대 중반에 이르는 데스티니 차일드의 곡을 직접 작사하기도 했다. 비욘세는 팝 싱어송라이터로써 수상을 받기도 했는데, 2001 미국의 작곡가·저작자·출판사 협회가 주최하는 팝 뮤직 어워드에서 아프리카계 미국인 여성으로는 처음으로, 여성 싱어송라이터로는 두 번째로 비욘세가 상을 받았다.
비욘세는 메조소프라노 3옥타브의 보컬 범위를 보유하고 있다. 비욘세는 종종 데스티니 차일드의 중심으로 인정됐다. 《뉴욕 타임즈》의 존 패럴스는 비욘세에게 "데스티니 차일드를 정의하는 목소리가 있다. 아직 부드러운 타르트 같은, 소울 베팅에 미련을 남겨놓고, 떠는 것을 고집하는 목소리"라고 했다. 다른 비평가들은 비욘세의 보컬에 찬사를 보내는 경우가 대부분이다. 《엔터테인먼트 위클리》의 조디 로젠이 두 번째 정규 음반 B'Day의 리뷰에는 "비욘세는 가수로 위장한 폭풍 시스템이다. 힙합 비트에 보컬 라인을 이끄는 비욘세는 천재이다."라며 극찬을 펼쳤다. 《코브》 매거진에서는 여러 가지 기준으로 점수를 매겼고 비욘세는 50점 만점에 48점을 받아 "뛰어난 팝 보컬리스트 100인" 순위 중 7위를 차지했다. 비욘세는 종종 너무 큰 소리로 노래를 한다며 비판을 받아왔다. 특히 선율이 화려한 음악에서는 더욱 두드러지게 나타나 기교가 부족하다는 것으로 알려져 있어 머라이어 캐리 같은 가수들과 자주 비교가 되었다.

### 무대와 또 다른 자아

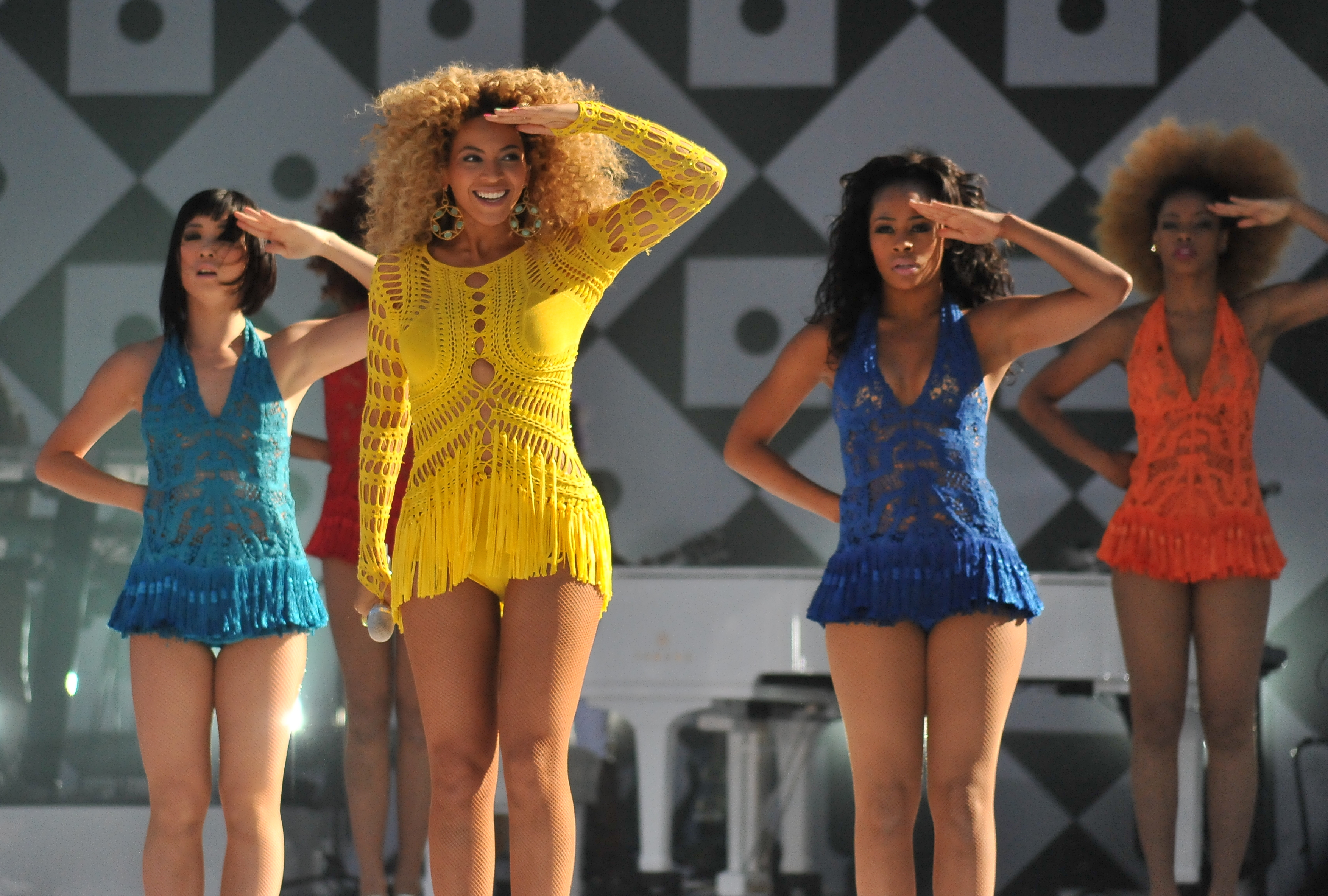
2011년 《굿모닝 아메리카》에서 "Run the World (Girls)" 공연 중의 비욘세.

비욘세는 2006년부터 베이시스트, 드러머, 기타리스트, 호른 플레이어, 키보드 연주자, 타악기 연주자를 포함한 모두 여성으로 이루어진 슈가 마마(B'Day의 수록곡 제목이기도 함)라는 투어 밴드와 함께 공연을 하고 있다. 백보컬은 몬티나 쿠퍼 도넬, 크리스탈 콜린스, 티파니 모니케 리딕 세 명으로 이루어져 있다. 이들은 2006 BET 어워드에서 처음으로 모습을 비췄고, "Irreplaceable"과 "Green Light"의 뮤직비디오에도 출연했다. 밴드는 2007년 콘서트 투어 The Beyoncé Experience, 2009~2010년 I Am... World Tour, 2013~2014년 The Mrs. Carter Show World Tour를 포함해 거의 모든 라이브 공연에서 비욘세를 받쳐주고 있다.
비욘세는 라이브 공연 중 보컬, 무대에서의 존재감 등에 있어 찬사를 받고 있다. 《뉴욕 포스트》의 자렛 위셀맨은 "슈퍼스타로서 뭔가를 지속적으로 보여주는 것은 그녀의 일상 중 하나다"라며 최고의 가수/댄서 5인 목록 중 비욘세를 1위에 선정했다. 《사우스 플로리다 타임스》의 미셸 해리스는 I Am... Tour를 보고 "하나의 무대에서 비욘세의 트레이드마크인 으스대며 걷기와 강렬함, 파워풀한 보컬, 완벽한 댄스는 브리트니 스피어스도 아니고 리한나도 아니며 시아라도 아닌 오직 비욘세가 아니면 안되는 보컬과 움직임의 완전 패키지이다"라고 평했다. 《데일리 메일》의 타마라 하딩험 길은 "대부분의 음악 업계 전문가들은 차기 마이클 잭슨으로 비욘세를 꼽는다"고 썼다. 《데일리 뉴스》의 짐 파버와 《스타 피닉스》의 스테파니 클라센은 비욘세의 힘찬 보컬과 무대에서의 존재감에 찬사를 보냈다. 한편, 댄스 음악에서 가끔 부분 립싱크 공연을 펼쳐 비판을 받기도 하지만, 《뉴스데이》에서는 "비욘세가 격렬한 안무 때문에 그런 것이니, 립싱크에 대해 걱정할 필요는 없다"고 기사를 썼다.
비욘세는 공연할 때 섹시하고 도발적인 모습을 보여주는 자기 내면에 또 다른 자아 사샤 피어스(Sasha Fierce)가 있다고 밝혔다. 비욘세는 인터뷰 중 "나는 사샤 피어스를 통해 무대에서 파워풀하고 대담하게 퍼포먼스를 할 수 있다. 사샤 피어스는 일종의 면죄부이다"며 "무대에서 사샤 피어스로 변할 때 정신적으로 문제가 있는 사람으로 보지 않았으면 좋겠다. 비욘세와 사샤 피어스 둘 다 사랑해주셨으면 좋겠다"라고 말했다. 사샤는 2003년 히트 싱글인 "Crazy in Love"의 기간에 나타났었지만, 2008년 정규 앨범 I Am... Sasha Fierce를 통해 공식적으로 또 다른 자아를 알렸다. 또한 인터뷰 중 "사샤를 통해서 나는 무대에서 내 마음대로 종횡무진, 내가 원하는 대로 모든 것을 할 수 있는 일종의 면죄부를 가진다고 할까? 무대에서는 비욘세에서 사샤 피어스로 변하는 것은 아주 쉽다."라고 말했다.

### 영향
비욘세는 주요한 음악적 영향과 우상으로 마이클 잭슨이라고 했고, 잭슨의 노래를 좋아한다고 한다. 또 다른 영향을 준 연예인으로 다이애나 로스를 말하며 다음과 같이 말했다: "다이애나는 만능적인 연예인이다. 위대한 배우이고, 좋은 가수이며, 아름답고 우아한 여성이다. 다이애나는 정말 좋은 영화를 지나갈 수 있는 몇 안 되는 가수 중 한 명이다." 또 다른 우상으로 휘트니 휴스턴을 꼽으며 다음과 같이 말했다: "그녀는 모든 사람들이 자신에게 소중한 사람이라고 느끼게 만들었다. 나는 다른 가수들이 그렇듯이 항상 휘트니 휴스턴처럼 되고 싶었고, 그녀의 목소리는 완벽했다." 이 외에 영향을 받은 가수로 셰어, 티나 터너, 프린스, 알리샤, 메리 제이 블라이즈, 샤데이 아두, 로린 힐, 자넷 잭슨이 있다. 또한 어렸을 적 머라이어 캐리의 노래로 연습을 하고 음악적 경력을 추구했는데, "Vision of Love"를 자주 불렀다고 한다. 또한 레이첼 페렐의 재즈 음악을 접했는데, 음악 수업 중 페럴의 노래를 불러 음악적 영향을 받았다고 한다. 비욘세는 샤데이를 좋아한다고 밝혔는데, 자신의 사이트에 "저는 샤데이를 너무 사랑합니다. 샤데이는 다른 가수들과는 전혀 다른 감각적인 목소리를 타고난 시간을 뛰어넘는 가수입니다. 샤데이는 제가 언제나 좋아하는 가수 중 하나입니다. 그녀의 새 음악을 빨리 듣고 싶네요"라고 말했다.

## 성과
2009년 11월 비욘세는 《더 옵서버》가 선정한 2000년대 최고의 아티스트로 지명되었다. 2009년 12월에는 《빌보드》에서 선정한 2000년대 아티스트 순위 중 비욘세는 4위에 선정돼 2000년대 가장 성공적인 여성 아티스트로 인정받았으며, 2000년대 라디오 아티스트 순위에서도 상위권에 선정되었다. 또한 《빌보드》의 지난 25년간(1985년~2010년) 탑 50위권 알앤비/힙합 아티스트 순위에서 15위에 올랐다. 비욘세는 또한 2000년부터 2010년 2월까지 앨범, 디지털 음악, 마스터 벨소리, 뮤직비디오에서 미국 음반 산업 협회 (RIAA)로부터 총 64번의 음반 판매량 인증을 받아 월등히 1위를 했다. 2010년 8월 VH1이 발표한 역사상 가장 위대한 아티스트 100인 순위 중 52위에 올랐다. 2011년 《루트 매거진》이 발표한 가장 영향력 있는 아프리카계 미국인 100인 순위에서도 13위에 올랐다.

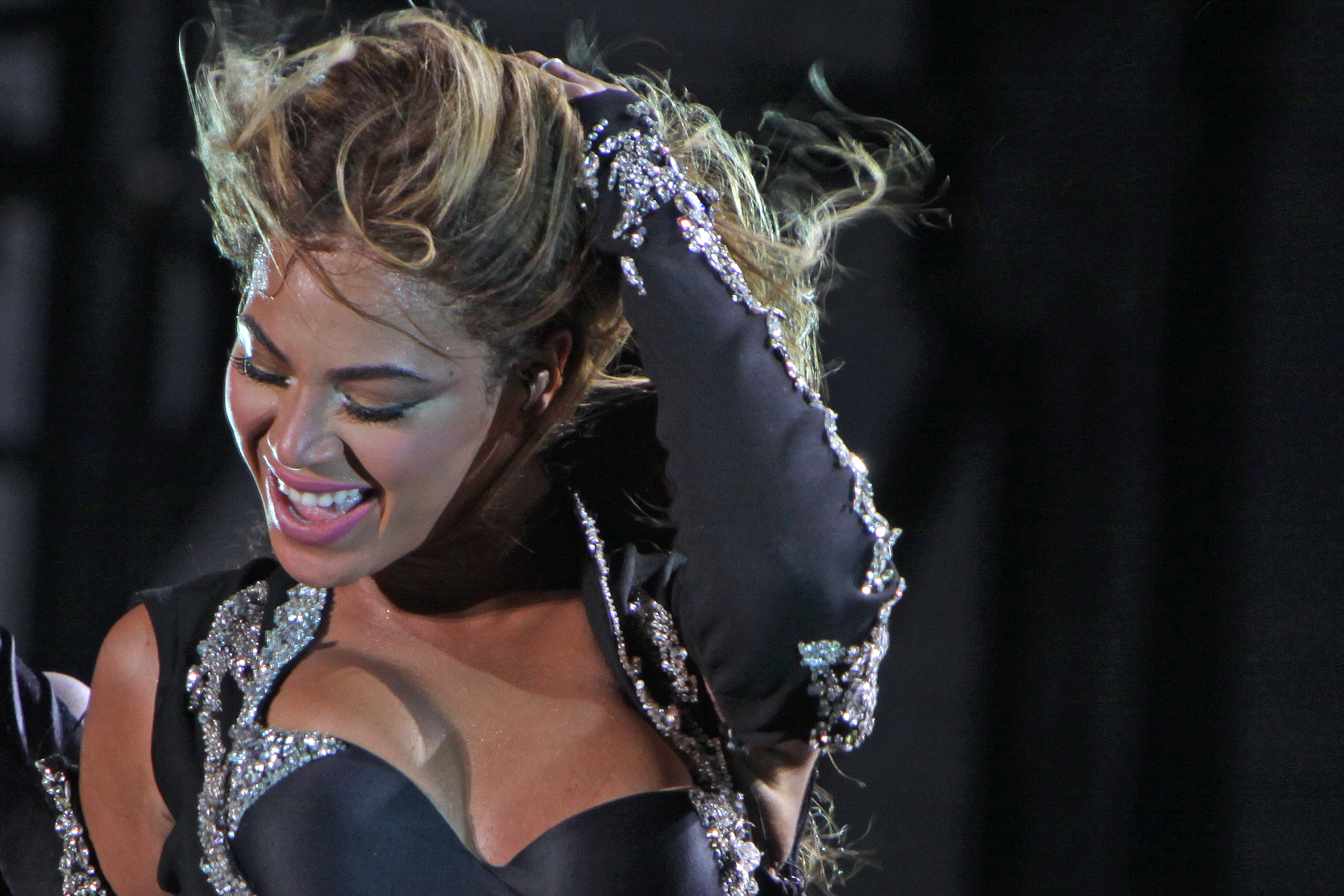
2009년 8월 7일 오사카에서 열린 I Am... Tour 공연 중의 비욘세.

이외에도 리한나와 같은 젊은 음악가들에게 비욘세가 영향을 끼치기도 했는데, 리한나는 "내가 많이 존경하는 아티스트 중 한 명"이라고 말했다. 리한나가 소모포어 앨범을 발매했을 때, 비평가들은 비욘세와 너무 유사하다는 것을 강조하기도 했다. 언론에서도 비욘세의 음악, 뮤직비디오 등을 비교하며 부정적인 평가를 보냈다. 영국에서 방송했던 《더 엑스 팩터 6》의 우승자 알렉산드라 버크가 비욘세에게 음악적 영감을 얻었다며 언급을 했었다. 《스포츠 월드》의 황용희/이혜린은 대한민국을 방문했던 팝 스타 중 가장 뜨거운 공연이었다며 여가수에게 바라는 모든 것이 비욘세에게 있다고 표현했다. 가수 리오나 루이스도 "모든 여성들에게 고무적인 존재"라고 말했다. 또한 코미디언이자 배우인 모니크는 비욘세에게서 영감을 얻었다며 2004년에 열린 BET 어워드에서 수상을 하고 난 뒤, "Crazy in Love" 공연을 펼치기도 했었다. 2007년에는 "Déjà Vu" 공연도 했었다. 켈리 롤랜드는 MTV와의 인터뷰 중에 롤랜드의 두 번째 정규 음반 Ms. Kelly는 비욘세의 목소리에서 영감을 얻었다고 밝혔었다. 또한 배우 기네스 팰트로가 2010 컨트리 뮤직 어워드에서 라이브 공연을 펼쳤을 때, 《액세스 할리우드》에 따르면 "나는 노래를 위해 비욘세의 콘서트를 보면서 공부했는데, 많은 자신감과 도움이 된 거 같았고, 내가 실제로 가수를 했다면, 어떤 생활을 하고 있었는지 알 수 있어 좋았던 것 같았다."고 말했다. 영국의 가수 셰릴 콜은 잡지 Hello!를 통해 "비욘세는 모든 여자가 닮았으면 하는 여자이다."라고 생각을 말했었다. 미국의 아이돌 스타 마일리 사이러스는 잡지 《세븐틴》과의 인터뷰 중 "나는 비욘세와 같이 되기를 원하고, 내가 궁극적으로 지향하는 있는 여성"이라고 밝혀 우상으로 꼽았다. 비욘세의 "Single Ladies (Put a Ring on It)" 뮤직비디오는 "인터넷을 통해 유행된 최초의 댄스 열풍"이라며 노래의 안무는 매우 많은 사랑을 받았었다. 유튜브에 "Single Ladies (Put a Ring on It)" 안무는 여자, 남자 성별을 가리지 않고 수많은 동영상들이 올라왔다. 대표적으로 미국의 유명인사인 조 조나스, 저스틴 팀버레이크, 톰 행크스가 패러디를 했었고, 대한민국에서도 많은 패러디들을 시도했다.
팝 스타 뿐만 아니라 비욘세는 대한민국의 가수들에게도 영감을 주었다. 투애니원의 리드 보컬 박봄은 "가창력을 닮고 싶고, 표정, 제스처, 퍼포먼스 등 모든 면에서 많은 영감을 받는 아티스트"라고 말하며 롤 모델로 꼽았다. 가수 바다는 비욘세의 콘서트 모습을 보며 "세계의 디바"라고 추켜 세웠고, 선예는 비욘세에게 대단하다며 존경을 표시했다. 손담비는 비욘세에게 모두 갖춘 엔터테이너라며 닮고 싶다고 말했다.

## 패션 라인과 광고
비욘세는 2005년에 어머니와 함께 의류 라인 하우스 오브 데레온을 론칭했다. 데레온이라는 이름은 할머니의 이름으로 아그네스 데레온(할머니)가 재봉사였기 때문에 티나 놀스(어머니)에게 많은 영감을 줬다고 한다. 티나의 말에 따르면, 의류 라인의 전체적인 스타일은 비욘세의 취향과 스타일이 반영되었다고 한다. 이후 2006년 정식으로 출시했고, 하우스 오브 데레온은 비욘세가 그룹의 Destiny Fulfilled 투어를 진행하는 동안 전시회를 열어 공개했다. 매장은 미국과 캐나다에 걸쳐 많이 분포하고있으며, 스포츠 웨어, 데님과 모피로 된 겉옷 그리고 핸드백 같은 액세서리도 판매하고 있다. 비욘세는 또한 신발도 만들기 위해 지방 신발 회사와 협력해 하우스 오브 데레온에서 신발류도 판매하고 있다.
데레온은 2008년부터 모바일 제공도 실시하고 있다. 비욘세는 브랜드의 홍보와 평소 모피의 애호가로 알려져 있어 PETA(동물보호단체)로부터 비판을 받아왔고, 가수 핑크도 비욘세를 공개적으로 비판하고 나섰다. 단체는 비욘세에게 팩스와 콘서트 장 밖에서 집회를 여는 등 강력하게 항의하고 나서 PETA가 미워하는 인물 리스트 1위에 오를 정도였다. 하지만, 비욘세는 PETA 단체와 뉴욕의 한 식당에서 만났고 모피를 포기 했다는 것이 알려져 화해를 했다. 하우스 오브 데레온은 현재 미국에 약 700여 개의 매장이 존재하고 있으며, 한국에서는 2009년, 코엑스 21몰에 데레온 1호점이 개장했다. 또한 같은 연도에 데레온 색조 화장품을 롯데가 단독 론칭 하기도 했다. 또한 비욘세가 직접 디자인한 삼성의 B폰에는 하우스 오브 데레온이 제작한 가죽 케이스가 제공되었다.
2002년부터 비욘세는 펩시의 광고 모델로 활동하고 있는데, 2004년 브리트니 스피어스, 핑크, 엔리케 이글레시아스와 함께 검투사를 컨셉으로 한 광고에 출연했다. 2012년 펩시와 5,000만 달러의 계약금을 받고 재계약을 했다. 공익과학센터 (CSPINET)는 비욘세에게 건강에 좋지 않은 제품이니 계약을 다시 생각해보고 건강 증진 관련 단체에 기부금을 내라고 공개 항의서를 발표했다. 이렇게 반대하는 사람들이 많았음에도 불구하고 2013년 4월 넷베이스에서는 비욘세가 출연한 광고와 판촉물을 본 사람들 중 70%가 긍정적인 반응을 보였다고 전했다. 2010년 8월에는 비욘세의 데뷔 향수 "Heat"를 출시했다. 비욘세는 향수의 광고 캠페인의 일환으로 코버 버전 "Fever"를 녹음했다. 2010년 11월에는 TV 광고를 시작 하려고 하였지만, 영국 BBC가 너무 선정적이라는 이유로 방송금지령을 내렸다.

## 자선 활동
비욘세는 아프리카계 미국인으로 태어났기 때문에, 어렸을 적부터 많은 사회적 문제를 느꼈다고 한다. 2005년에는 비욘세의 가족들, 켈리 롤랜드와 함께 서바이버 재단을 설립하고 텍사스주 휴스턴의 허리케인과 태풍으로 어려워진 사람들을 돕곤 했다. 서바이버 재단은 이후 영역을 넓혀 어려운 청소년들을 도왔고, 휴스턴 시내에는 다목적 복지 시설을 짓기도 했다. 비욘세는 이 재단은 소녀들의 교육과 멘터링을 위한 목적으로 설립을 했다고 하며, 소녀들이 멋진 여성으로 성장하기 위해 많은 도움을 주고 있다고 말했다. 비욘세는 또한 휴스턴 지역에서 허리케인 아이크로 피해를 입은 사람들을 돕기 위해 걸프 코스트 아이크 릴리프 기금에 10만 달러를 기부했다.
2010년 1월에는 아이티의 지진을 돕기위해 아이티에게 희망을이라는 콘서트에 참여했으며, 수익금은 전액 기부가 되었다. 비욘세는 제이Z, 리한나, U2, 보노, 디 에지와 함께 런던에서 공연을 펼쳤고, 비욘세는 "Halo" 피아노 버전을 불렀다. 또한 2011년 초 일본 근해에서 발생한 도호쿠 지방 태평양 해역 지진의 피해자들을 돕기위해 레이디 가가, 브루노 마스, 에미넴, 리한나 등의 유명 가수들과 함께 Songs for Japan이라는 자선 앨범을 발매했다.

## 사생활

### 가족

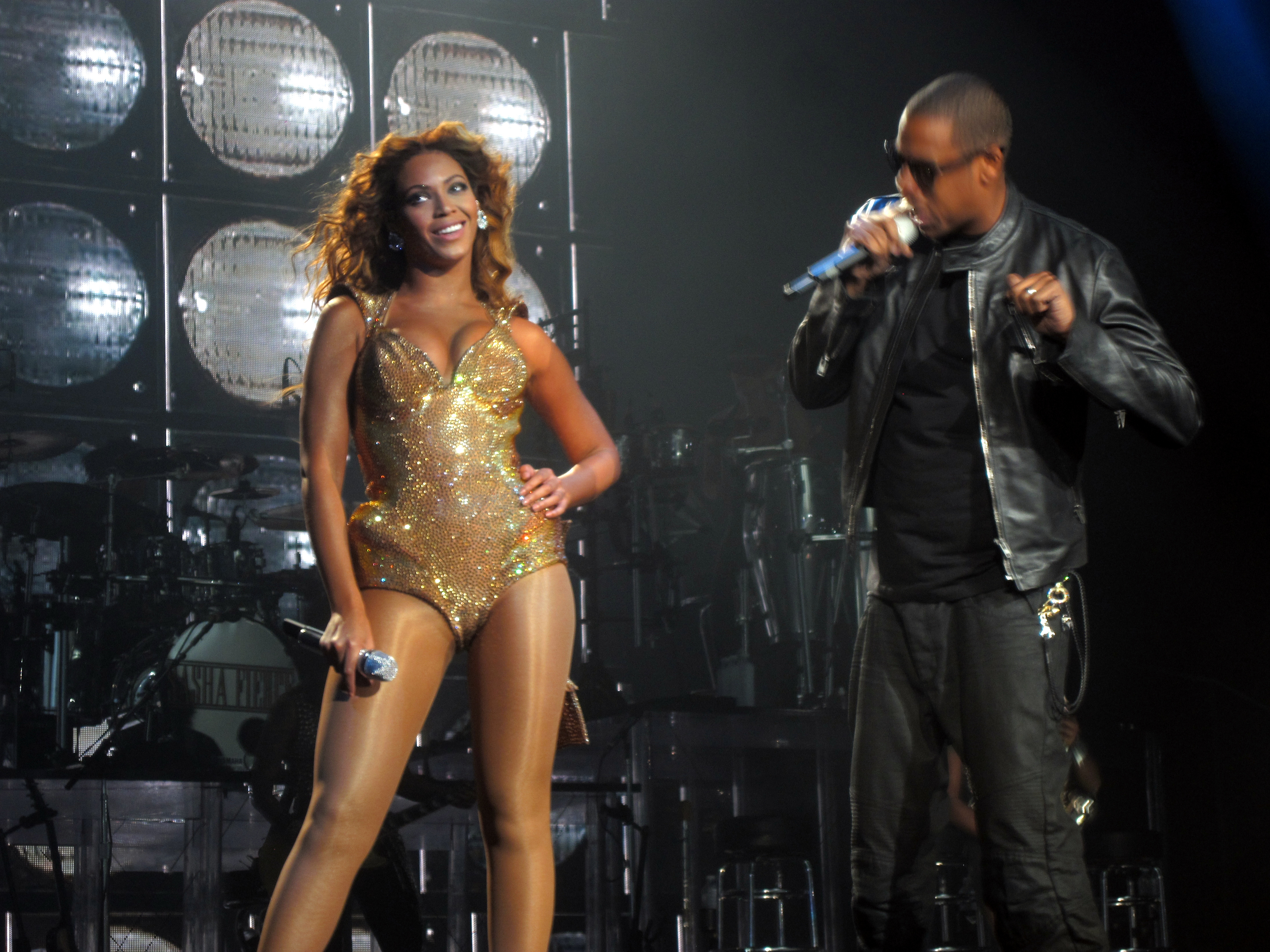
2009년, 제이지와 비욘세의 "Crazy in Love" 공연 중이다.

2002년 제이Z의 노래 "'03 Bonnie & Clyde"에 비욘세가 피처링으로 참여하면서 열애 중이라는 소문이 나기 시작했다. 심지어 노래 뮤직비디오에서 비욘세가 제이Z의 여자 친구 역할로 출연하면서 소문이 더욱더 확산되었다. 이후 여러 차례 스캔들이 났지만, 신중한 태도를 유지했다. 2005년부터는 결혼한다는 소문까지 있었으나, 약혼식도 하지 않았다며 일단락되었다. 결국 2008년 4월 4일 비공개로 결혼식을 올렸다. 부부는 최근 몇 년 동안 훨씬 더 편안한 느낌으로 대중에게 모습을 비치고 있지만, 이들의 관계에 대한 것은 잘 알려져 있지 않다. 비욘세는 2010년, 2011년 즈음 유산을 경험했는데, "가장 슬픈 일이었다"라고 말했다. 이러한 아픔을 극복하기 위해 녹음실에 돌아와 작업을 시작했다. 2011년 4월 비욘세와 제이Z는 앨범 4 커버 촬영을 할 겸 파리로 여행을 갔는데, 예기치 않은 임신을 했다.
이들 부부는 임신설 루머가 많았는데, 2010년 10월에 첫 임신설 기사 이후에도 5번이나 터져 제이Z는 《데일리텔레그래프닷》 인터뷰를 통해 "비욘세의 임신 루머는 사실이 아니다. 화제 거리가 모자라면 늘 하는 짓이다. 임신 루머가 돈 게 벌써 5번째인데 그러면 지금 애 다섯 명은 낳았겠다"라고 말했었다. 이후 2011년 MTV 비디오 뮤직 어워드에서 비욘세는 "Love on Top" 공연 중 무대에서 "여러분도 오늘 밤 내 뱃속에서 자라고 있는 사랑을 느껴봐라"라고 말했다. 공연이 끝나자 마이크를 떨어뜨리고 단추를 풀며 배를 문질렀는데, 이전 레드 카펫에서 언급한 임신을 다시 한번 알렸다. 비욘세의 임신 발표는 트위터에서 초당 8,868건의 트윗이 전송돼 "초당 가장 빨리 전송된 트윗"이라는 기록으로 기네스 세계 기록에 올랐다. 그리고 "Beyonce pregnant"이라는 검색어는 구글에서 2011년 8월 29일 주간 동안 가장 많이 검색되었다.
2012년 1월 7일 비욘세는 뉴욕의 레녹스힐 병원에서 철저한 보안 끝에 딸 블루 아이비 카터를 출산했다. 이틀 뒤 제이Z는 딸을 위해 만든 노래 "Glory"를 웹사이트 Lifeandtimes.com를 통해 발표했다. 노래 내용은 임신을 위한 노력, 비욘세의 유산에 대한 고통이다. 노래 끝에는 블루 아이비 카터의 울음소리가 실렸는데, 공식적으로 B.I.C.라는 이름으로 크레딧에 올랐다. "Glory"가 빌보드 핫 알앤비/힙합 송 차트에 오르면서 블루 아이비는 최연소로 차트에 오르게 되었다. 부부는 블루 아이비 이름을 딴 상품 라인 런칭을 시도했지만, 실패했다.

### 정치
비욘세와 남편 제이지는 대통령 버락 오바마, 영부인 미셸 오바마와 절친한 사이이다. 비욘세는 2009년 대통령 취임식에서 "America the Beautiful" 공연뿐만 아니라 이틀 뒤 취임 축하 파티에서는 "At Last"를 선보였다. 비욘세와 제이지는 맨해튼 40/40 클럽에서 열린 오바마의 2012년 대선을 위한 자금 모금 행사를 주최했고, 400만 달러를 전달했다. 비욘세는 텀블러에 자신의 투표 용지를 올리면서 민주당을 지지함을 확실히 보여줬고 다른 사람들에게 지지를 유도했다. 또한 오바마의 두 번째 취임식에서 사전 녹음과 함께 미국의 국가를 불렀다. 비욘세는 캘리포니아 대법원의 개정안 8번 논란 후 2013년 3월 26일 동성결혼에 대해 공개적으로 지지했다. 2013년 7월 비욘세와 제이지는 트레이번 마틴 피살 사건의 조지 짐머맨이 받은 무죄 선고에 대한 진상규명을 요구하는 집회에 참여했다.
2013년 4월 《보그》와의 인터뷰에서 비욘세는 페미니스트라는 단어에 대해 "매우 극단적일 수 있는 단어에요. 하지만 나 자신을 현대판 페미니스트라고 봐요. 저는 평등을 믿지 않아요"라고 말했다. 2013년 4월 TEDx에서 나이지리아 소설가 치마만다 응고지 아디치에가 연설한 "우리는 모두 페미니스트가 되어야 합니다"라는 말을 그 해 말 발표한 자신의 노래 "Flawless"에 샘플링하며 페미니스트 활동을 이어갔다. 또한 여성들의 리더십을 장려하기 위해 텔레비전과 소셜 미디어를 이용한 Ban Bossy 캠페인에 지속적으로 참여하고 있다.

### 자산
《포브스》 잡지는 2007년 6월부터 2008년 6월까지 비욘세의 2008년 수익은 8,000만 달러라고 발표했다. 음악, 투어, 영화, 의류 사업 등으로 벌어드린 수익은 마돈나, 셀린 디온 이상이며 세계에서 가장 높은 수익을 기록한 개인 음악가이다. 2009년 포브스 셀러브리티 100 순위 중 4위에 선정되었다. 2010년 "세계에서 가장 영향력 있는 여성" 순위에서는 9위에 올랐다. 다음 해 의류업과 광고 등으로 3,500만 달러를 벌어들여 "30세 이하 재산 순위"에서 8위에 올랐다. 2012년 《포브스》는 의류업과 광고를 통해 4,000만 달러를 벌어들였다며 셀러브리티 100 순위 중 3년 전보다 12위 낮은 16위에 올랐다. 또한 비욘세, 제이Z 부부는 총 7,800만 달러의 수익으로 "세계에서 가장 재산이 많은 유명인 부부" 1위에 올랐다. 2009년에는 1억 2,200만 달러를 기록해 "가장 높은 수익을 올린 고위직 부부"로써 기네스 세계 기록에 올랐다. 비욘세는 2009년부터 2011년까지 한 해 평균 7,000만 달러를 벌어왔고, 2012년에는 4,000만 달러를 벌었다. 2013년에는 제이Z와 함께 펩시, H&M 등 광고를 통해 음악업계 부부로는 최초로 억대 수익을 올렸다. 같은 해 비욘세는 《포브스》의 세계에서 가장 영향력 있는 유명인 4위에 올랐다. 2013년 5월, 비욘세의 순자산은 3억 5,000만 달러 정도로 추정되고 있다. 《MTV》는 2014년 말까지 비욘세가 역사상 가장 높은 자산을 가진 흑인 음악가가 될 것으로 예상된다고 말했다.

## 음반 목록
- Dangerously in Love (2003)
- B'Day (2006)
- I Am... Sasha Fierce (2008)
- 4 (2011)
- Beyoncé (2013)
- Lemonade (2016)
- Renaissance (2022)
- Cowboy Carter (2024)

## 출연 작품
| 연도 | 제목                     | 역할              | 비고 |
| ---- | ------------------------ | ----------------- | --- |
| 2002 | 오스틴 파워 3 - 골드멤버 | 폭시 클레오파트라 | 후보 — 블랙 릴 어워드: 최우수 신인 퍼포먼스상 후보 — MTV 무비 어워드: 최우수 신인 퍼포먼스상 |
| 2003 | 파이팅 템테이션스        | 릴리              | 후보 — 블랙 릴 어워드: 최우수 여배우 후보 — NAACP 이미지 어워드: 영화의 특출난 여배우상 |
| 2004 | 페이드 투 블랙           | 자신              | 제이Z 다큐멘터리 |
| 2006 | 핑크 팬더                | 하냐              | |
| 2006 | 드림걸스                 | 디나 존스         | 후보 — 골든 글로브 어워드 뮤지컬 영화/코미디 부문 최우수 여배우 후보 — MTV 무비 어워드 최우수 퍼포먼스상 - 여자 후보 — 블랙 릴 어워드: 최우수 여배우 후보 — NAACP 이미지 어워드: 영화의 특출난 여배우상 후보 — 국제 비평가 협회상 - 뮤지컬 영화/코미디 부문 최우수 여배우 후보 — 전미영화배우조합상 영화부문 여우주연상 |
| 2008 | 캐딜락 레코드            | 에타 제임스       | 수상 — 블랙 릴 어워드: 최우수 앙상블 후보 — NAACP 이미지 어워드 영화부분 여우주연상 후보 — 국제 비평가 협회상 영화부분 - 여우주연상 |
| 2009 | 옵세스                   | 샤론 찰스         | 수상 — MTV 무비 어워드 최우수 싸움상 |
| 2012 | 스타 탄생                | 에스더 호프만     | 주연/ 2012년 개봉 예정 |
| 2013 | 에픽: 숲속의 전설        | 타라 여왕         | 조연 |
| 2016 | 비욘세: 레몬에이드       |                   | 감독, 주연 |
| 2019 | 라이온 킹                | 날라              | 주연 |
| 2019 | 비욘세의 홈커밍          |                   | 각본, 감독, 주연/넷플릭스 다큐멘터리 |
| 2024 | 무파사: 라이온 킹        | 날라              | 조연 |

| 연도 | 제목                    | 역할 | 비고               |
| ---- | ----------------------- | ---- | ------------------ |
| 2001 | 카멘: 힙 오페라         | 카멘 | 주연, TV 영화      |
| 2007 | 그래미에서의 밤         | 자신 | TV 영화            |
| 2009 | Beyoncé: For The Record | 자신 | 4Music과의 인터뷰. |

## 수상 목록
| 2004 | 최우수 알앤비 송                         | "Crazy in Love" (featuring 제이Z)                | 수상 |
| 2004 | 최우수 랩 콜라보레이션                   | "Crazy in Love" (featuring 제이Z)                | 수상 |
| 2004 | 최우수 알앤비 퍼포먼스 듀오 및 그룹 보컬 | "The Closer I Get to You" (with Luther Vandross) | 수상 |
| 2004 | 최우수 여자 팝 보컬 퍼포먼스             | "Dangerously in Love 2"                          | 수상 |
| 2004 | 최우수 컨템포러리 알앤비 앨범            | Dangerously in Love                              | 수상 |
| 2006 | 최우수 알앤비 퍼포먼스 듀오 및 그룹 보컬 | "So Amazing" (with Stevie Wonder)                | 수상 |
| 2007 | 최우수 컨템포러리 알앤비 앨범            | B'Day                                            | 수상 |
| 2010 | 최우수 트랜디셔널 알앤비 보컬 퍼포먼스   | "At Last"                                        | 수상 |
| 2010 | 최우수 여자 팝 보컬 퍼포먼스상           | "Halo"                                           | 수상 |
| 2010 | 최우수 컨템포러리 알앤비 앨범            | I Am... Sasha Fierce                             | 수상 |
| 2010 | 올해의 노래                              | "Single Ladies (Put a Ring on It)"               | 수상 |
| 2010 | 최우수 여자 알앤비 보컬 퍼포먼스상       | "Single Ladies (Put a Ring on It)"               | 수상 |
| 2010 | 최우수 알앤비 노래                       | "Single Ladies (Put a Ring on It)"               | 수상 |
| 2013 | 최우수 트레디셔널 알앤비 퍼포먼스        | "Love On Top"                                    | 수상 |
| 2015 | 최우수 알앤비 퍼포먼스                   | "Drunk In Love"                                  | 수상 |
| 2015 | 최우수 알앤비 노래                       | "Drunk In Love"                                  | 수상 |
| 2015 | 최우수 서라운드 사운드 앨범              | Beyoncé                                          | 수상 |

## 같이 보기
- 대중음악의 별명 목록
- 가장 많은 음반을 판 음악가 목록